# Dimitrios Mougios
Dimitrios Mougios (græsk: Δημήτριος Μούγιος; født 13. oktober 1981 i Athen) er en græsk tidligere roer og dobbelt europamester.
Mougios vandt sammen med Vasileios Polymeros VM-sølv i 2007 i letvægtsdobbeltsculler efter danske Mads Rasmussen og Rasmus Quist. Senere samme år vandt de også sølv ved EM.
VedOL 2008 i Beijing stillede han op i samme disciplin sammen med Vasileios Polymeros. De blev nummer to i indledende heat og vandt deres semifinale, inden de i finalen blev besejret af Zac Purchase og Mark Hunter fra Storbritannien, så grækerne vandt sølv, mens  Rasmussen og Quist fik bronze.
Mougios og Polymeros vandt efterfølgende to EM-guldmedaljer i henholdsvis 2008 og 2009.

## OL-medaljer
- 2008:  Sølv i letvægtsdobbeltsculler